# Southern Decadence
A Southern Decadence é um evento anual realizado na cidade de Nova Orleães, Luisiana, Estados Unidos, atendida por cerca de 300 mil visitantes, em sua maioria LGBT.